# Rue de l'Odéon
La rue de l'Odéon est une voie située dans le quartier de l'Odéon dans le 6e arrondissement de Paris.

## Situation et accès
La rue de l'Odéon est desservie à proximité par les lignes 4 et 10 à la station Odéon.

## Origine du nom
La rue porte le nom du théâtre de l'Odéon auquel elle mène.

## Historique
Cette rue est percée par lettre patente datant du 10 août 1779 sur l'emplacement de l'hôtel de Condé, sous le nom de « rue du Théâtre-Français » parce qu'elle conduisait au Théâtre-Français, nom primitif du théâtre de l'Odéon,. C'est une des premières rues en France à être dotée de trottoirs, vers 1781. Ce sont des banquettes élevées sur lesquelles on accède par deux marches. Ils sont pavés et protégés eux-mêmes par des bornes qui rétrécissent la chaussée.
Elle est indiquée sur le plan de Goujon et Andriveau de 1830 sous le nom de « rue de l'Odéon ».

## Bâtiments remarquables et lieux de mémoire
- No 1 (portant aussi les nos 18 carrefour de l'Odéon et 2 rue Monsieur-le-Prince) : immeuble (1680[5]).

Une boutique de la chocolaterie Grondard occupe, dans la seconde moitié du XIXe siècle, la totalité du rez-de-chaussée, dont la vitrine principale donne sur le carrefour de l'Odéon.
- No 4 : imprimerie du Cercle social, dirigée par Nicolas de Bonneville, où étaient édités différents journaux révolutionnaires, tels La Bouche de fer de l'abbé Claude Fauchet ou le Bulletin des Amis de la Vérité.
- No 7 : Adrienne Monnier avait fondé en 1915 sa librairie, La Maison des amis des livres, à cette adresse ; elle la vend en 1951[7]. Une plaque commémorative dont la pose a été votée en son hommage par le Conseil de Paris est fixée sur la façade.
- No 10 : Thomas Paine, intellectuel anglo-franco-américain proche des Girondins, habita cet immeuble de 1797 à 1802. Une plaque commémorative lui rend hommage.
L'éditeur et libraire Guénégaud s'installa ici.
Le sculpteur Olivier Pettit y demeura chez ses parents de 1945 à 1952.
- No 11 : Hippolyte Rigault, latiniste et critique littéraire français habita cet immeuble jusqu'en 1859.
- No 12 : Sylvia Beach avait fondé en 1919 sa librairie Shakespeare and Company 8 rue Dupuytren, déménagée à cette adresse deux ans plus tard ; elle y publia en 1922 le Ulysse de James Joyce. La libraire resta dans la rue jusqu'en 1941, date de sa fermeture. Une plaque commémorative lui rend hommage[8],[7].

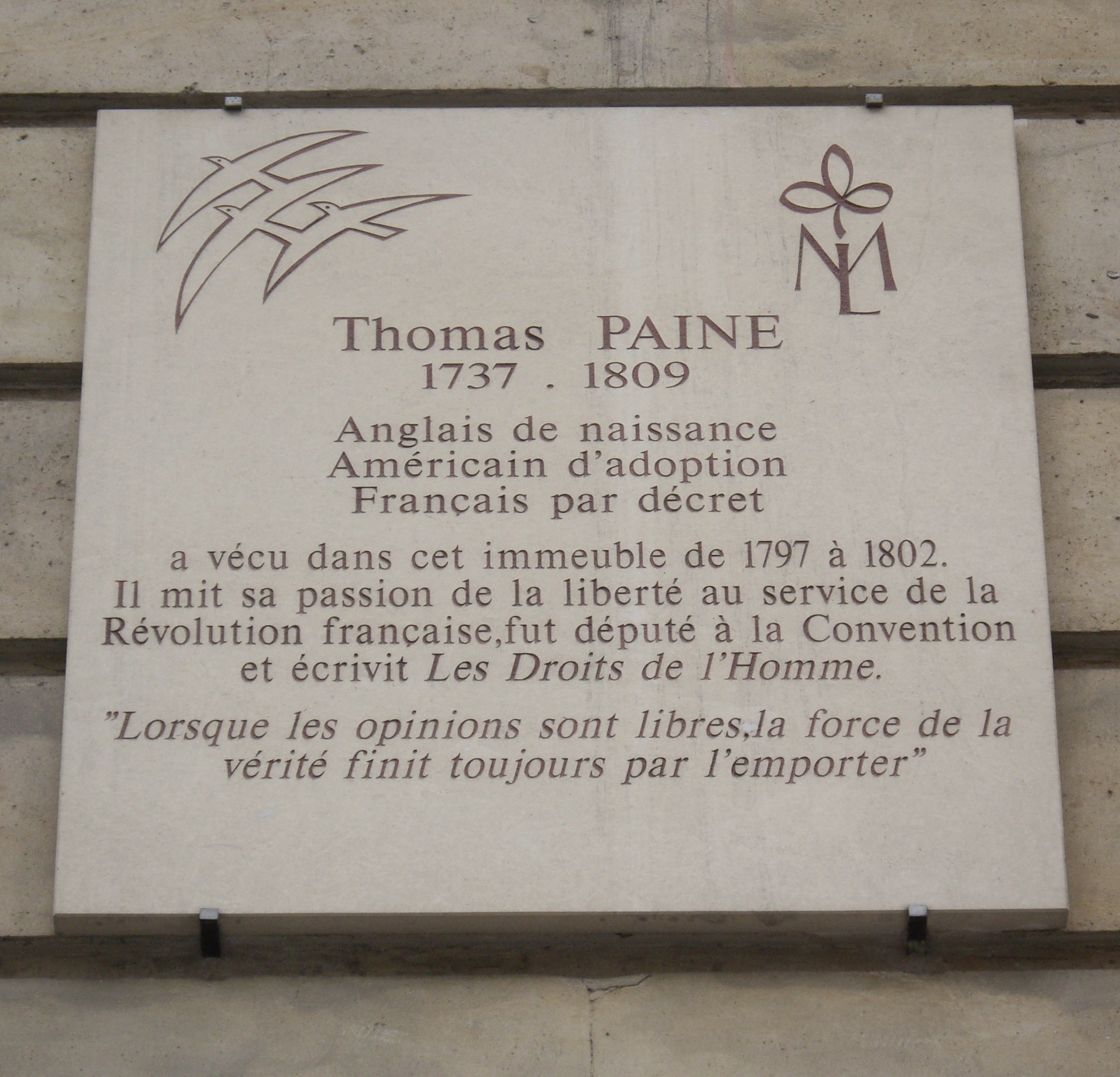
Plaque au no 10.
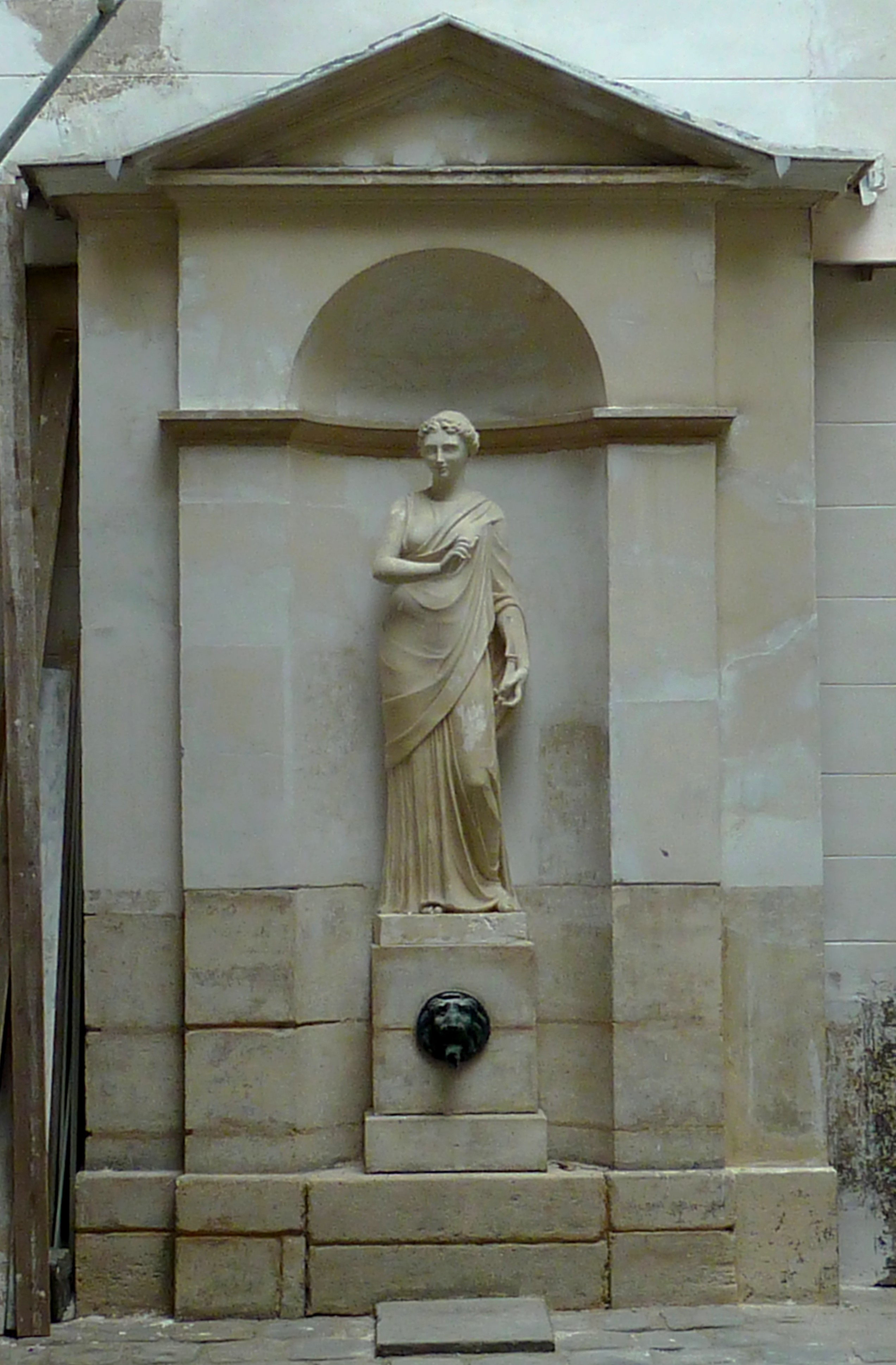
No 11 : fontaine privée dans la cour intérieure de l'immeuble
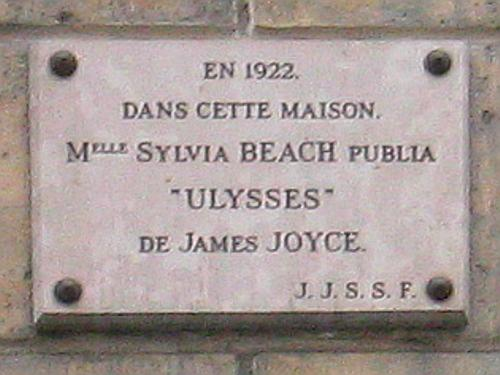
Plaque au no 12.

- No 20 : l'architecte Jean-Louis Victor Grisart y vécut.
- No 21 : hôtel particulier classé aux monuments historiques, il débouche sur le théâtre de l'Odéon. C'est l'ancien 17, rue du Théâtre-Français, où demeura depuis 1793, date de son mariage Constance-Marie Charpentier (1767-1849) artiste peintre, belle-sœur de Danton. Dans cet immeuble habitait depuis 1795 le peintre Louis Lafitte. Constance Charpentier peindra en sa compagnie, ainsi que celle de François Gérard et Pierre Bouillon qui, lui, habitait le même rue[2]. L’écrivain Cioran vécut à cette adresse de nombreuses années, jusqu’à sa mort en 1995[9], dans un appartement de 50 m2[10] situé au  5e étage, composé de trois mansardes réunies[11].
- No 22 : Camille Desmoulins avec sa femme Lucile Desmoulins et Fabre d'Églantine habitaient la maison de l'actuel numéro, à l'angle de la place de l'Odéon, lorsqu'ils furent arrêtés puis exécutés le 5 avril 1794[1].
- No 35 : Constance-Marie Charpentier, artiste peintre, demeure à cette adresse en 1806.

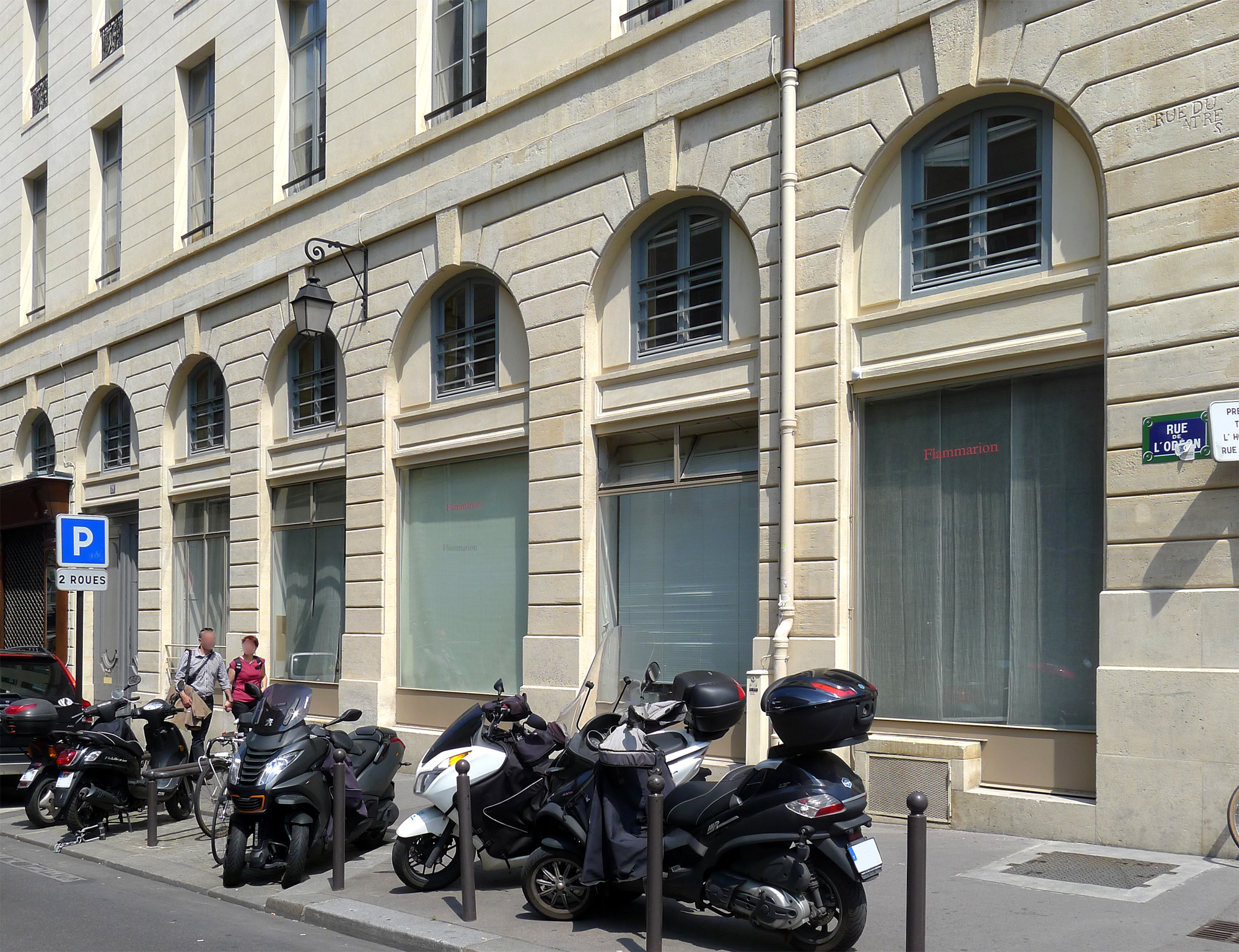
No 21 : bâtiment classé aux monuments historiques.
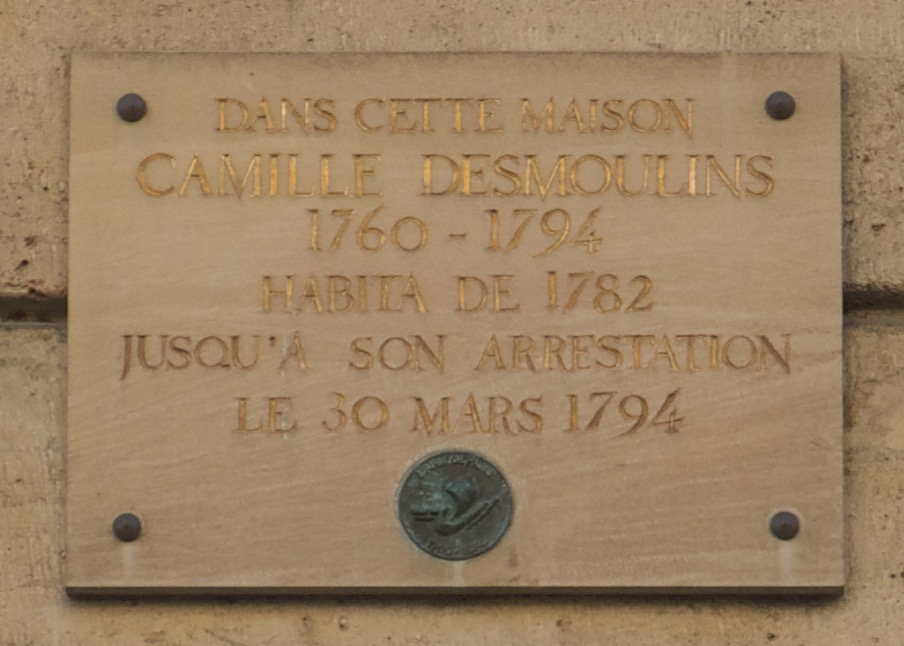
Plaque au no 22.

## Dans la littérature
Le livre Vider les lieux d'Olivier Rolin (Gallimard, 2022) raconte son déménagement de son appartement de la rue de l'Odéon,.